# Мстиева, Диана Хазбиевна
Диана Хазбиевна Мстиева (род. 25 ноября 1994) — российская тяжелоатлетка, призёр чемпионатов России, призёр летней Универсиады 2017 года в Тайбэе, чемпионка и призёр чемпионатов Европы, мастер спорта России. С 18 апреля 2014 годы отбывала 2-летнюю дисквалификацию за употребление допинга. В августе 2019 года за повторное нарушение антидопинговых правил была дисквалифицирована на 8 лет.

## Спортивные результаты
- Первенство России по тяжёлой атлетике среди юниоров 2013 года — ;
- Кубок России по тяжёлой атлетике 2013 года — ;
- Первенство России по тяжёлой атлетике среди юниоров 2014 года — ;
- Первенство России по тяжёлой атлетике среди юниоров 2016 года — ;
- Чемпионат России по тяжёлой атлетике 2016 года — ;
- Кубок России по тяжёлой атлетике 2017 года — ;
- Чемпионат России по тяжёлой атлетике 2017 года — ;